# Maurice Houis
Maurice Houis, né le 1er mars 1923 à Saint-Gildas-des-Bois, mort le 4 octobre 1990 à Ris-Orangis, est un ethnologue et linguiste africaniste français.

## Biographie
Après des études secondaires à Saint-Nazaire et à Angoulême, il effectue son service militaire au Maroc. Il poursuit ses études supérieures à la faculté des lettres de Paris, à l'École pratique des hautes études, puis à l'École nationale des langues orientales vivantes sur la langue peule.
En juin 1947, il obtient simultanément une licence en lettres et un diplôme de l'École nationale des langues orientales vivantes (langue peule).

## 1948 à 1963: une présence ininterrompue sur le territoire africain
Il part en Afrique et devient successivement :
- De 1948 à 1951 - Directeur du centre local de l'Institut français d'Afrique noire en Guinée
- De 1952 à 1964 - Chef de la Section de linguistique de l'Institut français d'Afrique noire à Dakar
- De 1960 à 1961 - Chargé de cours à la faculté des lettres de Dakar

Dès 1950, ses publications marquent les grands thèmes de ses recherches ultérieures : 

- Ethnographie 
  - Minorités ethniques de la Guinée, 1950
  - Cases à étages des Konianké, 1951
  - La Guinée française, 1953

- Anthropologie linguistique et tradition orale 
  - Contes Baga, 1950
  - Toponymie 1952, 1955

- Linguistique
  - Voix passive, 1952
  - Système pronominal et classes en baga, 1953
  - Classification des langues de l'Afrique occidentale, 1953
  - Typologie des langues mandé, 1954)

- Linguistique appliquée
  - Enseignement en langue africaine, 1953
  - Orthographe des langues africaines,1957

- Ethnomusicologie
  - Disque Musique Sosso et Malinké : Guinée française 1957

Ces années de présence sur le terrain africain marquèrent définitivement sa vie et l'orientation de ses recherches.

## 1964 à 1983: une vie universitaire riche
En 1964, il obtient en doctorat en lettres à la Sorbonne. Il présente deux thèses intitulées Les noms individuels chez les Mosi (Haute-Volta) et Étude descriptive de la langue Susu (Guinée).
Il propose dans cette dernière une description grammaticale basée sur une progression en trois stades : « morphologie syntagmatique », « lexicologie » et « organisation de l'énoncé ».
Constamment repris dans les publications qui suivirent — en particulier dans Aperçu sur les structures grammaticales des langues négro-africaines (1967) et, plus récemment dans le Plan de description systématique des langues négro-africaines (1967) et reformulés respectivement sous les termes de « morphosyntaxe », « lexicologie » et « sémiosyntaxe de l'énoncé », ces trois niveaux ont constitué l'approche de la langue préconisée par Maurice Houis.
- De 1964 à 1967 - Maître de recherche au Centre National de la Recherche Scientifique à Paris
- De 1964 à 1965 - Chargé de conférences de linguistique à l'Institut d'ethnologie de la faculté des lettres de Strasbourg.
- En 1965 - Chargé de conférences de langue mandingue.
- De 1967 à 1977 - Professeur titulaire de la chaire de langue mandingue à l'École des Langues Orientales de Paris
- En 1967, il fonde l'Association Afrique et Langage, créée dans une visée essentiellement pédagogique.

Conçue comme un relais entre des linguistes professionnels et ceux qui pratiquent les langues sur le terrain, elle a pour objectif de donner une information sur les langues et les situations de langage en Afrique, et assurer une formation linguistique de base. 

De 1967 à 1977, l’association organise des sessions annuelles d'été auxquelles ont participé plus de 800 personnes : un public d'Africains, de pédagogues, de religieux, d'enseignants français, de collègues d'enseignement supérieur ou de la recherche scientifique, dont le dénominateur commun était une pratique de la linguistique africaine et de l'anthropologie du langage en Afrique Noire.
Pour Maurice Houis, ces sessions ont été l'occasion d'un contact régulier avec un grand nombre d'africanistes et de langues africaines.

En 1966, il devient chargé de conférences de linguistique africaine, et de 1972 à 1986, directeur d'études à l'École pratique des hautes études, IVe section.
C'est dans ce dernier cadre qu'il développa à la fois sa tentative de Typologie des langues négro-africaines et son Plan de description grammaticale des langues négro-africaines. Ce plan offre au chercheur de terrain une aide théorique et méthodologique, se présentant comme une grille où les différentes parties se suivent et s'agencent. Il est pratique pour le descripteur qui souhaite classer, sans oubli, toutes les données recueillies. Il a également pour but de faciliter une comparaison typologique des structures grammaticales des langues négro-africaines. C'est sans doute un apport majeur de Maurice Houis que d'avoir associé étroitement la typologie à la linguistique descriptive.
Son activité a été brutalement interrompue par une hémiplégie en septembre 1983 qui l'a conduit finalement à la mort le 4 octobre 1990.
Sa vie entière a été celle d'une fidélité à une seule cause : l'Afrique.

## Ouvrages
La production écrite de Maurice Houis a été des plus fécondes ; une dizaine d'ouvrages dont les principaux sont :
- La Guinée française (1953)
- Étude descriptive de la langue susu (1963)
- Les noms individuels chez les Mosi (1963)
- Aperçu sur les structures grammaticales des langues négro-africaines (1967)
- Anthropologie linguistique de l'Afrique noire (1971)
- Intégration des langues africaines dans une politique d'enseignement (1977)

Il est l’auteur de 117 articles consacrés à des problèmes théoriques de description grammaticale des langues négro-africaines, de typologie, de bilinguisme, de politique linguistique et d'oralité et d’une centaine de comptes rendus.

Sa bibliographie complète a été publiée dans un numéro spécial [14-15] de la revue Mandenkan en 1988.
Dans cette production, la création en 1974 de la revue Afrique et Langage, dont il a soigné la parution des vingt premiers numéros, occupe une place à part et hautement significative, car elle a été la première revue française de linguistique africaine aujourd'hui relayée par la revue Linguistique africaine.
L'activité scientifique de Maurice Houis s'est déployée également en d'autres secteurs, notamment en tant que membre du conseil de plusieurs organismes, en particulier de la Société des africanistes, de l'Institut national des langues et civilisations orientales, du Cirelfa de ГАССТ, du Comité national du CNRS, de la revue Recherche, Pédagogie et Culture, de l'Institut catholique de Paris et de la Fondation Marcel-Jousse.
Il est également l’auteur de nombreux poèmes, dont le recueil Un angle aigu d'oiseaux migrateurs : poèmes (1981).